# Экмелика
Экме́лика (от др.-греч. ἐκμελής — неблагозвучный, нестройный) — интервальный род, включающий звуки неопределённой, нефиксированной высоты.
Экмелика характерна для раннего музыкального фольклора всех народов, а также для профессиональной музыки устной традиции (преимущественно стран Востока).
В профессиональной музыке используется эпизодически, главным образом как приём в рамках более развитой звуковысотной системы. У авангардистов XX века (особенно первой половины века) экмелика регистрируется в сочетании высотно определённых звуков и речевого (высотно неопределённого) интонирования — в технике, известной как Sprechgesang.
Экмеличная интонационность господствует в конкретной музыке и в сонорике. Также она присуща джазовому исполнительству (в пении и в инструментах с нефиксированной высотой звука, см. блюзовые ноты).